# 麻豆協約
麻豆協約是台灣荷治時期1635年麻豆社長老與荷蘭東印度公司台灣長官普特曼斯在熱蘭遮城所簽訂的和約，起因於長官普特曼斯在1635年11月23日對麻豆社發動麻豆社之役，為報復1629年63名荷軍遭殲滅的麻豆社事件。戰爭結束後，雙方簽訂協約，陸續有其他部社亦以此協約為藍本，表示歸順加入南部地方會議區，由荷蘭聯省議會管轄。更早之前，麻豆社事件後不久，在一艘原派往明國快艇的兵力返航後，1629年11月23日長官先派軍230人報復勢力較薄弱的灣裏社，五六位族人戰死不敵，荷軍燒燬族人村社和穀倉，灣裏社依習俗交出「最好的武器」要求和解，12月2日公司在大員首次和談將和解條件提交給麻豆與灣裏社，1630年2月3日先簽訂為期9個月的暫行和約。:215,219-2201630年的暫行和約與這份現今留存於荷蘭海牙國家檔案館「條約簿冊」中的麻豆協約，可謂是台灣人簽訂國際條約最早的明文紀錄。
麻豆社之役戰爭結束後，1635年11月28日，麻豆社委託一位老漢人出面前往熱蘭遮城求和，尤紐斯牧師居中牽線，交付麻豆人締和草約，將草約在社內公布、討論。幾經多日折衝後，麻豆社四位首領：大補厘（Tavoris）、敦使（Tuncksuij，一作），以及知汝落（Tilulogh）、知打路（Tidaros），於12月8日到熱蘭遮城與長官簽訂合約。
條約於12月18日由長官簽屬生效。荷蘭東印度公司和麻豆社簽訂的和平協約。共分七項：

長官漢斯·普特曼斯及大員的熱蘭遮城評議會代表荷蘭特許東印度公司為一方，與大麻豆社村全權代表首領們代表全體村人為另一方，簽訂協約。
1. 我大補厘（Tavoris）、敦使（Tancksuij）、知汝落（Tilulogh）、知打路（Tidaros）四人代表我麻豆全社眾人，將我社慣於炫耀懸掛、所有收藏被屠殺的荷蘭人頭骨、肢骨，一齊收集，立即送到新港交給尤紐斯牧師，包括所有之鎗銃、衣物、及其他奪自荷方的諸物。
2. 我社呈上種植土中的小檳榔樹及小椰子樹，表示甘願將承自祖先的麻豆社及其附近草地，東至山、西至海，南北遠至可管轄之處，讓渡並徹底奉獻予尼德蘭聯省政府議會議長。
3. 我社今後不再對荷蘭國人、其同盟社或盟友交戰；相對地，願尊奉上述議會議長，甘願服從，視為我社保護者。緣此，並為諸事辦理順利，我社眾人允諾順服、遵從四頭目（仰請長官先生從我社八名長老中遴選委任）之合理指示、指揮與命令。再者，四大公廨（vier principael kercken）應每三月輪流懸掛親王旗（prince flaggetien），且若有重大事件發生時，我社頭目、長老得齊赴該處會議。
4. 若長官先生欲與其他村落或本島居民交戰時，我社人甘願隨時準備協同荷蘭人作戰、鎮壓敵人。相對地，荷蘭人應在公司規定許可下（若交戰有理，及得到長官同意時），盡量合情合理協助我社人。
5. 我社人允諾，對所有在魍港與其他地方燒灰之漢人，以及進入內地因需要而從事鹿皮與其他交易者，任憑往來，不橫加阻擾、傷害。然不得收留漢人海賊、脫逃荷蘭人或其奴隸，相反地，得拒其請求，或逕自送至城堡。
6. 若差使持親王杖（prince stock）向個人或眾人出示，命令速往新港或城堡到案（俾便報告事情或供差遣）時，我社人得立即遵從實行。
7. 我社承認殺戮荷蘭人之罪，每年到了謀殺的那個日子當天送一隻大母豬和一隻大公豬到城堡給長官先生，長官閣下亦將回賜我等四面親王旗（prince vaendelkens），以維持友誼關係。

1635年12月18日於熱蘭遮城：簽名